# Katharine McPhee (álbum)
Katharine McPhee é o álbum de estreia homônimo da cantora norte-americana Katharine McPhee. O seu lançamento ocorreu em 30 de janeiro de 2007, através das gravadoras RCA Records e 19 Recordings na América do Norte. Foi lançado em 23 de agosto de 2007 na Tailândia e em 20 de fevereiro de 2008 no Japão. Produzido pouco depois que McPhee terminou em segundo lugar na quinta temporada do American Idol, o disco conta com contribuições de músicos como Babyface, The Underdogs e Kara DioGuardi. McPhee também colaborou com Nate “Danja” Hills, que produziu metade das doze músicas do álbum, três das quais ela coescreveu.
O álbum recebeu críticas bastante polarizadas dos críticos musicais, alguns dos quais o declararam uma "agradável surpresa pop", enquanto outros o criticaram como um "material ruim". Ele estreou na vice-liderança da principal tabela norte-americana, Billboard 200, com 116 mil unidades vendidas em sua primeira semana, atrás apenas de Not Too Late, da cantora Norah Jones. Dois singles foram lançados do disco, incluindo o lead single, "Over It", cujo lançamento ocorreu em 15 de janeiro de 2007, obteve um bom desempenho nas paradas musicais de países como Estados Unidos e Canadá, e a sequência "Love Story".

## Produção
O álbum inclui contribuições de composição e produção de Babyface, The Underdogs, Kara DioGuardi e Nate “Danja” Hills. Também foi dito que Ryan Leslie contribuiu para o álbum. Entretanto, nenhuma das músicas escritas ou produzidas por ele entrou na lista de faixas. McPhee descreveu o álbum como pop rítmico, seguindo um caminho diferente das baladas pop tradicionais que ela cantava no American Idol.

## Promoção
Em 19 de dezembro de 2006, a RCA Records lançou duas músicas, "I Lost You" e "Dangerous", como singles exclusivos do Walmart e também digitalmente, embora a primeira tenha sido posteriormente cortada da lista final de faixas do álbum. Em 2 de janeiro de 2007, o primeiro single, "Over It", e trechos de três faixas: "Each Other", "Love Story" e "Open Toes", foram lançados pela AOL Music: First Listen. Também foram acompanhadas fotos, citações da artista creditado e enquetes de fãs. McPhee teria sido citado no AOL Music ao descrever o lead single: "É um termo que todo mundo usa, especialmente as garotas. Eu nem percebi o quanto eu o usava. Muitas pessoas vão se identificar com essa música. Esta é realmente a única música pop pura do disco, então pensei que seria uma boa escolha como primeiro single." Lançada nas rádios em 30 de janeiro de 2007, estreou na posição 48 na parada Billboard Hot 100 dos EUA, e atingiu o pico na posição 29 em 27 de abril de 2007; permaneceu na parada por dezesseis semanas. Alcançou a posição 22 na parada Mainstream Top 40 e permaneceu na parada por onze semanas. A música vendeu mais de 645 mil downloads no país até o momento, recebendo certificado de Ouro em 2008. A obra ganhou destaque no reality show The Hills, o que resultou em um aumento de 60% nas vendas digitais, chegando a 40 mil unidades.
O segundo single, "Love Story", foi lançado internacionalmente em 30 de março de 2007, e enviada para estações radiofônicas de mainstream dos EUA em 29 de maio de 2007. A canção não entrou nas paradas da Billboard. Até o momento, vendeu 92 mil downloads nos EUA.

## Recepção critica
| Críticas profissionais | Críticas profissionais |
| Avaliações da crítica  | Avaliações da crítica  |
| Fonte                  | Avaliação              |
| ---------------------- | ---------------------- |
| AllMusic               | [ 12 ]                 |
| Entertainment Weekly   | C+                     |
| Rolling Stone          | [ 14 ]                 |
| Slant                  | [ 15 ]                 |
| USA Today              | [ 16 ]                 |

Elysa Gardner, do jornal USA Today, chamou o álbum de "uma agradável surpresa pop". Ela considerou as "músicas geralmente sólidas e ocasionalmente excepcionais" e declarou que a "estreia homônima de McPhee é uma viagem que vale a pena". O editor Stephen Thomas Erlewine, do banco de dados AllMusic, avaliou o registro com três de cinco estrelas e escreveu: "Mesmo que o álbum acabe soando como um punhado de bons singles e preenchimentos, isso não é muito diferente da estreia de Kelly, e mesmo que McPhee ainda não seja tão carismática quanto Clarkson, este disco mostra que ela têm os ingredientes básicos para se tornar uma verdadeira estrela pop em vez de apenas interpretar uma na TV." Kefela Sanneh, do jornal New York Times, observou que, embora "alguns momentos sejam bem bobos [...] parte do que faz seu álbum de estreia funcionar é sua ousadia".
Em sua crítica para a revista Rolling Stone, Christian Hoard comentou que a "estreia de McPhee não a torna nem um pouco interessante. Os vinte e dois compositores do álbum evitam, em sua maioria, o lixo, mas não conseguem encontrar uma alternativa, o que torna baladas como 'Better Off Alone' e o pop dançante morno de McPhee, como 'Do What You Do', simplesmente sem graça. A animada 'Love Story' e a balada decente 'Everywhere I Go' misturam pop e R&B e proporcionam algum alívio, mas a maior parte de Katharine McPhee é política como sempre." Henry Goldblatt, da revista Entertainment Weekly, elogiou a voz de McPhee, mas chamou Katharine McPhee de "material pobre". Ele observou que o single "Over It" soava "como um resquício de JoJo; e algumas baladas de ritmo médio que Mariah teria considerado banais demais em 1991. Somente em 'Everywhere I Go', escrita por Babyface, surge um retrato de uma estrela pop intrigante ao estilo de Toni Braxton".

## Alinhamento de faixas
| Katharine McPhee — Edição padrão |                    |                                                                             |                             |         |  |
| N.º                              | Título             | Compositor(es)                                                              | Produtor(es)                | Duração |  |
| 1.                               | "Love Story"       | Nate Hills Kara DioGuardi Corte Ellis                                       | Danja                       | 3:08    |  |
| 2.                               | "Over It"          | Josh Alexander Billy Steinberg Ruth-Anne Cunningham                         | Alexander Steinberg         | 3:35    |  |
| 3.                               | "Open Toes"        | Katharine McPhee Balewa Muhammad Candice Nelson Hills DioGuardi             | Danja                       | 3:23    |  |
| 4.                               | "Home"             | DioGuardi John Shanks                                                       | DioGuardi Marti Frederiksen | 4:07    |  |
| 5.                               | "Not Ur Girl"      | McPhee Hills DioGuardi Ellis                                                | Danja                       | 3:58    |  |
| 6.                               | "Each Other"       | Hills DioGuardi Ellis                                                       | Danja                       | 3:59    |  |
| 7.                               | "Dangerous"        | Hills Ellis                                                                 | Danja                       | 3:51    |  |
| 8.                               | "Ordinary World"   | Walter Afanasieff Emanuel Kiriakou Lindy Robbins                            | Afanasieff Kiriakou         | 3:50    |  |
| 9.                               | "Do What You Do"   | Harvey Mason Jr. Damon Thomas James Fauntleroy Makeba Riddick Robin Tadross | The Underdogs               | 3:13    |  |
| 10.                              | "Better Off Alone" | Austin Carroll Susan Marshall                                               | Kiriakou                    | 4:04    |  |
| 11.                              | "Neglected"        | McPhee Hills DioGuardi Muhammad                                             | Danja                       | 4:50    |  |
| 12.                              | "Everywhere I Go"  | Babyface Ernest Dixon                                                       | Babyface                    | 3:48    |  |
| Duração total:                   | Duração total:     | Duração total:                                                              | Duração total:              | 48:17   |  |

## Desempenho comercial
A data de lançamento do álbum mudou em muitas ocasiões. Originalmente, foi marcado para 14 de novembro, depois para 28 de novembro, 5 de dezembro, 19 de dezembro e, finalmente — por insistência de McPhee — 30 de janeiro de 2007. Nos Estados Unidos, Katharine McPhee vendeu 116 mil cópias em sua primeira semana, estreando em segundo lugar na parada Billboard 200, atrás apenas de Not Too Late, de Norah Jones. Em 2009, o álbum havia vendido mais de 378 mil cópias.
| País — Tabela musical (2007)   | Posição de pico |
| ------------------------------ | --------------- |
| Estados Unidos (Billboard 200) | 2               |

| País — Tabela musical (2007)   | Posição |
| ------------------------------ | ------- |
| Estados Unidos (Billboard 200) | 159     |